# Ključ Brdovečki
Ključ Brdovečki falu Horvátországban Zágráb megyében. Közigazgatásilag Brdovechez tartozik.

## Fekvése
Zágráb központjától 24 km-re északnyugatra, községközpontjától 6 km-re nyugatra a Száva és a Szutla folyók összefolyásánál, a Szutla bal partján, közvetlenül a szlovén határ mellett fekszik.

## Története
A falunak 1857-ben 236, 1910-ben 295 lakosa volt. Trianon előtt Zágráb vármegye Zágrábi járásához tartozott. 2011-ben a falunak 599 lakosa volt.

## Lakosság
| Lakosság változása | Lakosság változása | Lakosság változása | Lakosság változása | Lakosság változása | Lakosság változása | Lakosság változása | Lakosság változása | Lakosság változása | Lakosság változása | Lakosság változása | Lakosság változása | Lakosság változása | Lakosság változása | Lakosság változása | Lakosság változása |
| ------------------ | ------------------ | ------------------ | ------------------ | ------------------ | ------------------ | ------------------ | ------------------ | ------------------ | ------------------ | ------------------ | ------------------ | ------------------ | ------------------ | ------------------ | ------------------ |
| 1857               | 1869               | 1880               | 1890               | 1900               | 1910               | 1921               | 1931               | 1948               | 1953               | 1961               | 1971               | 1981               | 1991               | 2001               | 2011               |
| 236                | 210                | 236                | 271                | 265                | 295                | 359                | 397                | 514                | 518                | 552                | 581                | 583                | 573                | 663                | 599                |

## Nevezetességei
Védett épület a Mokrička utca 62. szám alatti, téglából épített 1921-ben épült földszintes ház. Téglalap alaprajzú, hornyolt cseréppel fedett, nyeregtetős épület, a bejárati rész rizalitos kiugrásával, melyet a tetőzetre merőleges, külön tető fed. Az alaprajz meghatározó része az előszoba, amely körül a két nagyobb szoba a bejárati homlokzat és a hátsó helyiségek (konyha és fürdőszoba) helyezkednek el. A homlokzatok sima, arany okker tónusú vakolattal készültek. Minden építészeti díszítőelem a mai napig megmaradt. A Ključ Brdovečkiben található lakóépület a 20. század első fele külvárosi lakóépüleinek típusához tartozik.